# Xian autonome
 (février 2015).
Si vous disposez d'ouvrages ou d'articles de référence ou si vous connaissez des sites web de qualité traitant du thème abordé ici, merci de compléter l'article en donnant les références utiles à sa vérifiabilité et en les liant à la section « Notes et références ».
Un xian autonome (chinois : 自治县 ; pinyin : zìzhì xiàn) est un type de subdivision administrative en république populaire de Chine.
Elles ont été conçues pour regrouper une ou plusieurs minorités ethniques. Il en existe 117 depuis 2003, disséminés sur l'ensemble du territoire chinois.
Il se situe, comme les autres xians, au troisième niveau de la hiérarchie administrative, le « niveau des districts ».
- Hebei : 6
- Liaoning : 8
- Jilin : 3
- Heilongjiang : 1
- Zhejiang : 1
- Hubei : 2
- Hunan : 7
- Guangdong : 3
- Guangxi : 12
- Hainan : 6
- Chongqing : 4
- Sichuan : 4
- Guizhou : 11
- Yunnan : 29
- Gansu : 7
- Qinghai : 7
- Xinjiang : 6